# Dijjo Lima
Diego do Nascimento Lima mais conhecido como Dijjo Lima (Maracanaú, 8 de fevereiro de 1988 ― Pacatuba, 15 de maio de 2022) foi um colorista e designer brasileiro conhecido principalmente por seu trabalho nos mercados norte-americano e europeu de quadrinhos.

## Biografia
Lima nasceu no município de Maracanaú, no interior do estado do Ceará.
Dijjo Lima começou sua carreira de colorista em 2014, sendo responsável pelo gibi da personagem Vampirella, da editora Dynamite. A partir daí, trabalhou também com a revista em quadrinhos dos heróis Power Rangers e com as publicações licenciadas da DC Comics e da Marvel para a franquia Lego, entre outros.
Trabalhando junto com sua esposa, que o auxilia com o chamado flat (a aplicação de cor "chapada" que serve de base para o trabalho do colorista, que a partir disso faz a cor final e a adição de luzes e sombras), Lima tornou-se agenciado da principal empresa brasileira do setor, a Chiaroscuro Studios.
Em 2017, o artista estreou na Europa, colorindo os quadrinhos baseados na série de TV Doctor Who Em 2021, foi contratado pela Marvel para o projeto Marvel's Voices, que homenageou heróis e artistas de origem latina.

### Morte
Lima morreu em 15 de maio de 2022, aos 34 anos de idade, em Pacatuba. Sua morte foi confirmada pelo também quadrinista brasileiro, Mike Deodato.

## Prêmios e indicações
Em 2016, Dijjo Lima foi finalista do Troféu HQ Mix de melhor colorista/arte-finalista por seu trabalho na HQ brasileira Anarquia: Três Lados para Cada História. Em 2018, o artista ganhou Prêmio Al Rio de destaque internacional. No mesmo ano, foi finalista do prêmio norte-americano Ringo Awards na categoria de melhor colorista.